# Старт (научно-производственный центр)

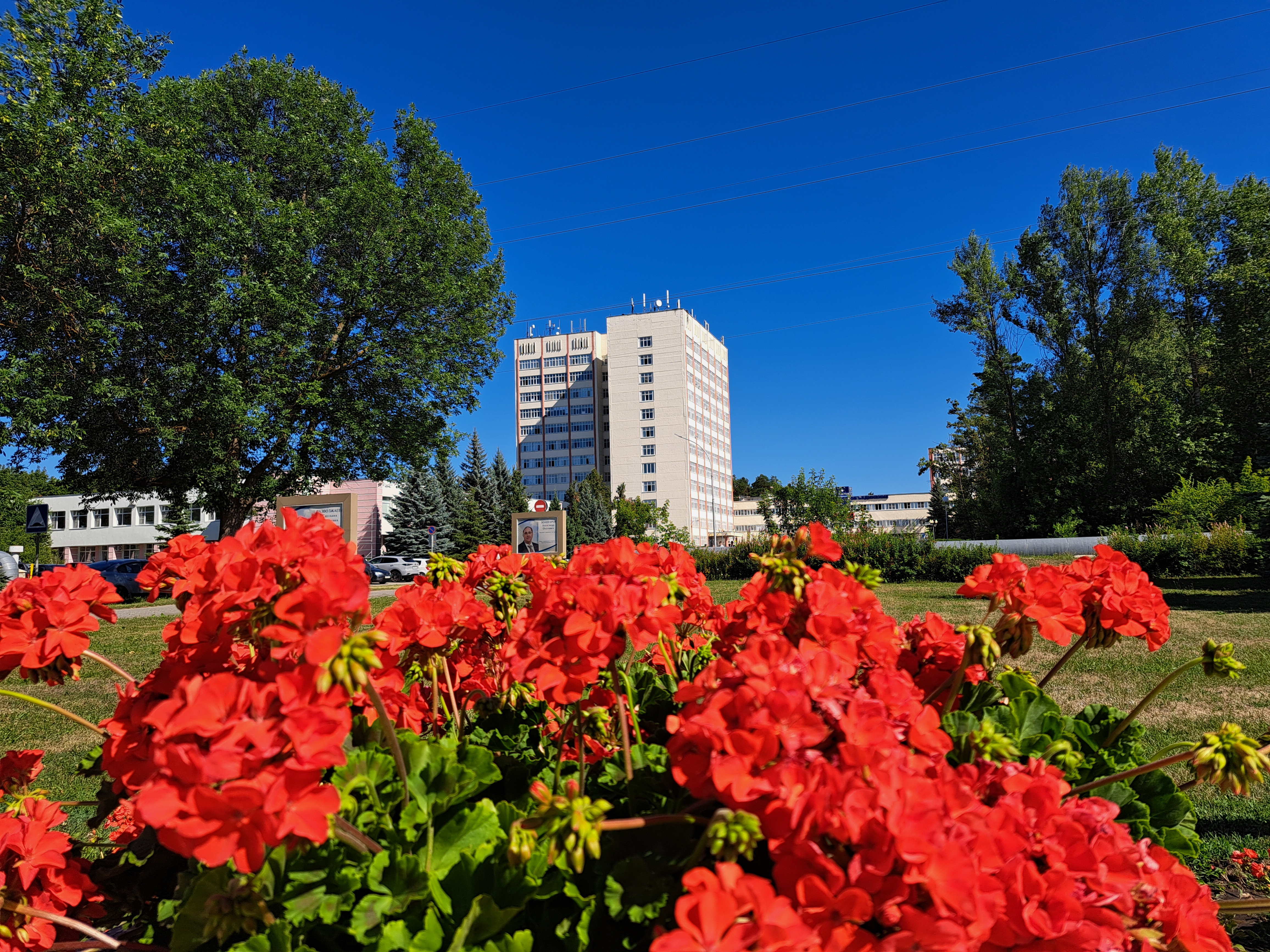
Заводоуправление

Акционерное общество "Федеральный научно-производственный центр «Производственное объединение „Старт“ имени М. В. Проценко» (АО "ФНПЦ «ПО „Старт“ им. М. В. Проценко») — одно из ведущих предприятий атомной промышленности России, градообразующее предприятие города Заречный, основная деятельность предприятия определяется государственным оборонным заказом.
Основными направлениями деятельности завода являются:
- Изготовление спецтехники по заказу Госкорпорации «Росатом»;
- Технические средства охраны;
- Приборы автоматики и телемеханики для предприятий топливно-энергетического комплекса;
- Продукция для железнодорожного транспорта;
- Оборудование для атомной энергетики.

## История предприятия
Постановлением Совета Министров СССР № 1461—661 от 20 июля 1954 года, было определено строительство приборного завода № 1134. В июне 1958 года заводом уже была выпущена первая продукция. Основное назначение завода на первом этапе — производство комплектующих изделий для сборки ядерных боеприпасов.
Вместе с градообразующим предприятием, получившим название Пензенский приборостроительный завод, строился и закрытый город Пенза-19.
В 1960 году на заводе завершено создание радиотехнического производства, а с 1963 по 2002 год на предприятии действует производство по сборке и разборке ядерных боеприпасов.
В 1970 году на заводе созданы производства технических средств охраны (ТСО), микроэлектроники, крупносерийное производство метизов.
13 марта 1989 года на базе Пензенского приборостроительного завода было создано производственное объединение «Старт» с включением в его состав строящихся Пензенского завода физических приборов и Кузнецкого машиностроительного завода.

## Новейшая история
В 1998 году на предприятии началось освоение и развитие неядерных компонентов вооружения и военной техники. В основе выбранного направления лежит ориентация на развитие перспективных технологий для производства высокоточного оружия.
- В 1998 году в производстве освоен серийный выпуск составных частей ракет «Атака»
- с 2002 года комплекс Игла-С
- с 2004 года опорно-пусковая установка «Джигит»
- с 2005 года пусковой модуль «Стрелец».

Предприятие является головным изготовителем по противотанковому ракетному комплексу «Хризантема».
В 2006 году в состав объединения вошел Научно-исследовательский и конструкторский институт радиоэлектронной техники (НИКИРЭТ), который является одним из ведущих отраслевых и российских предприятий, специализирующихся в области охранных технологий.
В 2007 году Производственному объединению «Старт» присвоен статус федерального научно-производственного центра.
С 1 марта 2018 года ПО «Старт» стало акционерным обществом.

## Филиалы предприятия

Научно-исследовательский и конструкторский институт радиоэлектронной техники (НИКИРЭТ)

- Научно-исследовательский и конструкторский институт радиоэлектронной техники (НИКИРЭТ)
- Научно-технический комплекс (НТК)
- Самостоятельное-хозрасчетное подразделение «Старт-Энерго» (СХП «Старт-Энерго»)

## Награды
- В 1976 году за высокие показатели Указом Президиума Верховного Совета СССР Пензенский приборостроительный завод награждён орденом Трудового Красного Знамени
- Благодарность Президента Российской Федерации в 2008 году — За заслуги в развитии атомной промышленности.[1]
- Почётный знак Российской Федерации «За успехи в труде» (1 мая 2024 года) — за большой вклад в развитие отечественной промышленности и достигнутые высокие показатели в производственной деятельности[2].

## Санкции
5 февраля 2023 года, на фоне вторжения России на Украину, ПО «Старт» включено в санкционный список Украины «как работавшее в оборонном и смежном с ним военном секторе экономики Российской Федерации».
12 апреля 2023 года ПО «Старт» включено в санкционный список США, «в связи с незаконным и неспровоцированным вторжением Российской Федерации в Украину». 22 августа 2023 года предприятие включено в санкционный список Канады против организаций российского военно-промышленного комплекса, ядерного сектора и предприятий «которые связаны с режимом Путина».

## Руководители
- Проценко, Михаил Васильевич (1955—1989)
- Есин, Анатолий Андреевич (1989—2004)
- Оленин, Юрий Александрович (2004—2007)
- Байдаров Сергей Юрьевич (с 2007 года)[8]